# Arrhenophagoidea chaetacmae
Arrhenophagoidea chaetacmae är en stekelart som beskrevs av Annecke och Prinsloo 1974. Arrhenophagoidea chaetacmae ingår i släktet Arrhenophagoidea och familjen sköldlussteklar. Inga underarter finns listade.